# Richard Mique
Richard Mique (pronunciación en francés: /ʁiʃaːʁ mik/) (Nancy, 18 de septiembre de 1728 - París, 8 de julio de 1794) fue un arquitecto neoclásico francés nacido en ducado de Lorena, recordado por su pintoresca aldea, el Hameau de la Reine —que no es particularmente característico de su estilo de trabajo—, para la reina María Antonieta en los jardines del Petit Trianon, en la finca del Palacio de Versalles.
Richard Mique, cuya familia era originaria de Alsacia, se convirtió en 1763 en primer arquitecto del duque de Lorena (y anterior rey de Polonia Estanislao I), arquitecto de la reina María Antonieta y, en 1774, premier architecte du roi de Luis XVI. Ennoblecido como  señor de Heillecourt, murió guillotinado en París.

## Biografía

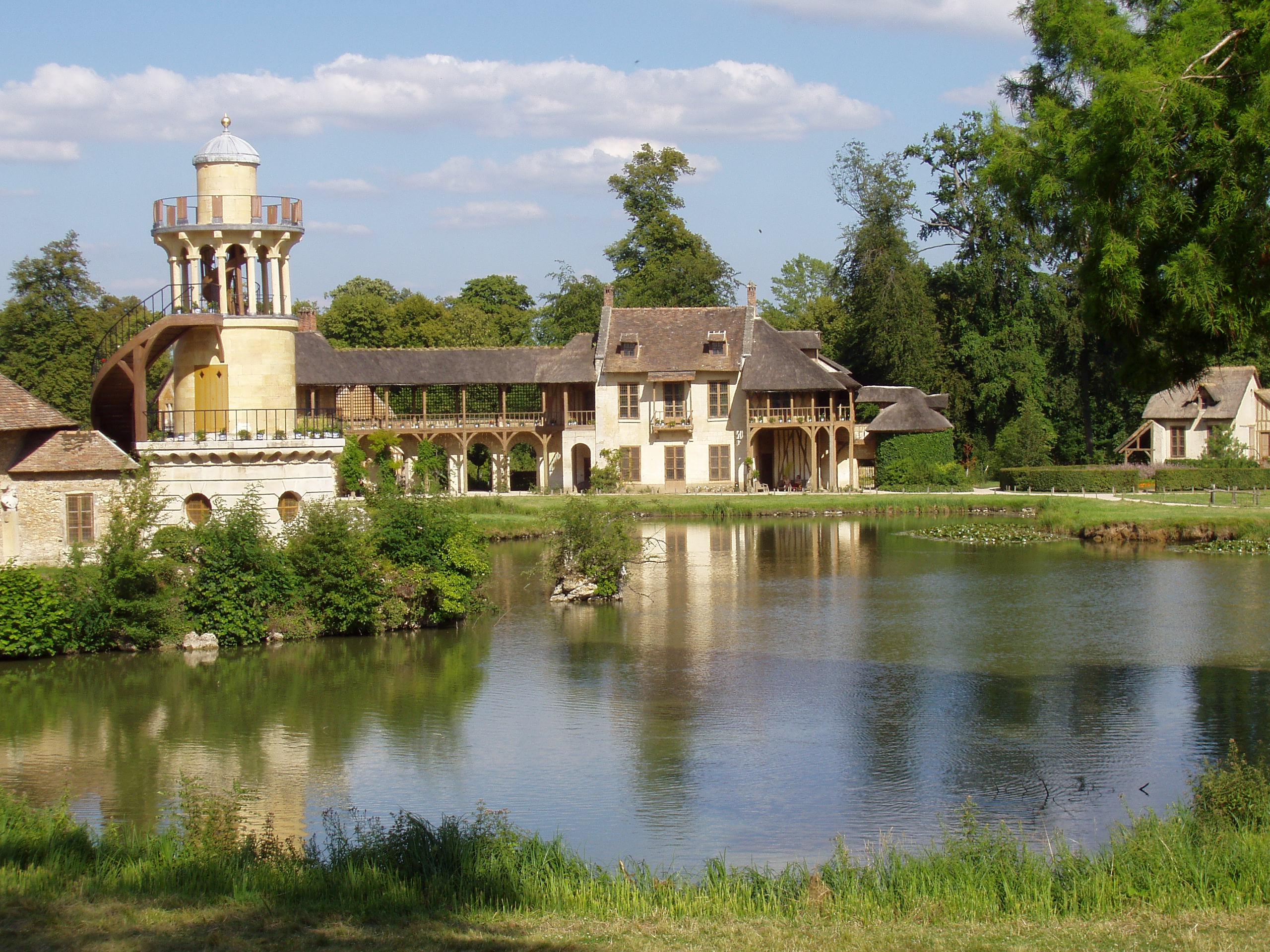
La Aldea de la Reina.

Richard Mique nació el 18 de septiembre de 1728 en Nancy, hijo de un segundo matrimonio de Simon Mique con Barbe Michel y fue bautizado, el día después en la iglesia parroquial de San Sebastián (Nancy). Su padre era un arquitecto-empresario de Lunéville,  y su abuelo Pierre Mique, también arquitecto, había sido uno de los constructores de la primacial de Nancy.
Después de haberse formado en Estrasburgo en 1740, aprendió el oficio de arquitecto con Jacques Étienne Barbier, ingeniero, pudo seguir los pasos de su padre y de su abuelo, convirtiéndose como su primo Claude en arquitecto en Lorena. Tras la muerte de Héré de Corny, Mique se convirtió en 1763 en premier architecte del duque Estanislao I Leszczyński, antiguo rey de Polonia y en ese momento ya duque de Lorena y padre de María Leszczyńska, entonces consorte del rey Luis XV de Francia.  Participó en los planes de Stanislas para reordenar y embellecer la ciudad de Nancy, su capital, y también de Lunéville. Desde ese puesto difundió la imitación del estilo antiguo, influenciado como todos los arquitectos neoclásicos por las obras del Renacimiento italiano y, en particular, por el estilo de Andrea Palladio. Stanislas lo convirtió en caballero de la Orden de Saint-Michel y maniobró sin éxito para colocar a Mique en la nómina de Bâtiments du Roi, se cree que por influencia de Ange-Jacques Gabriel, entonces premier architecte du Roi  del rey Luis XV, celoso de su posible influencia en la corte de Francia.

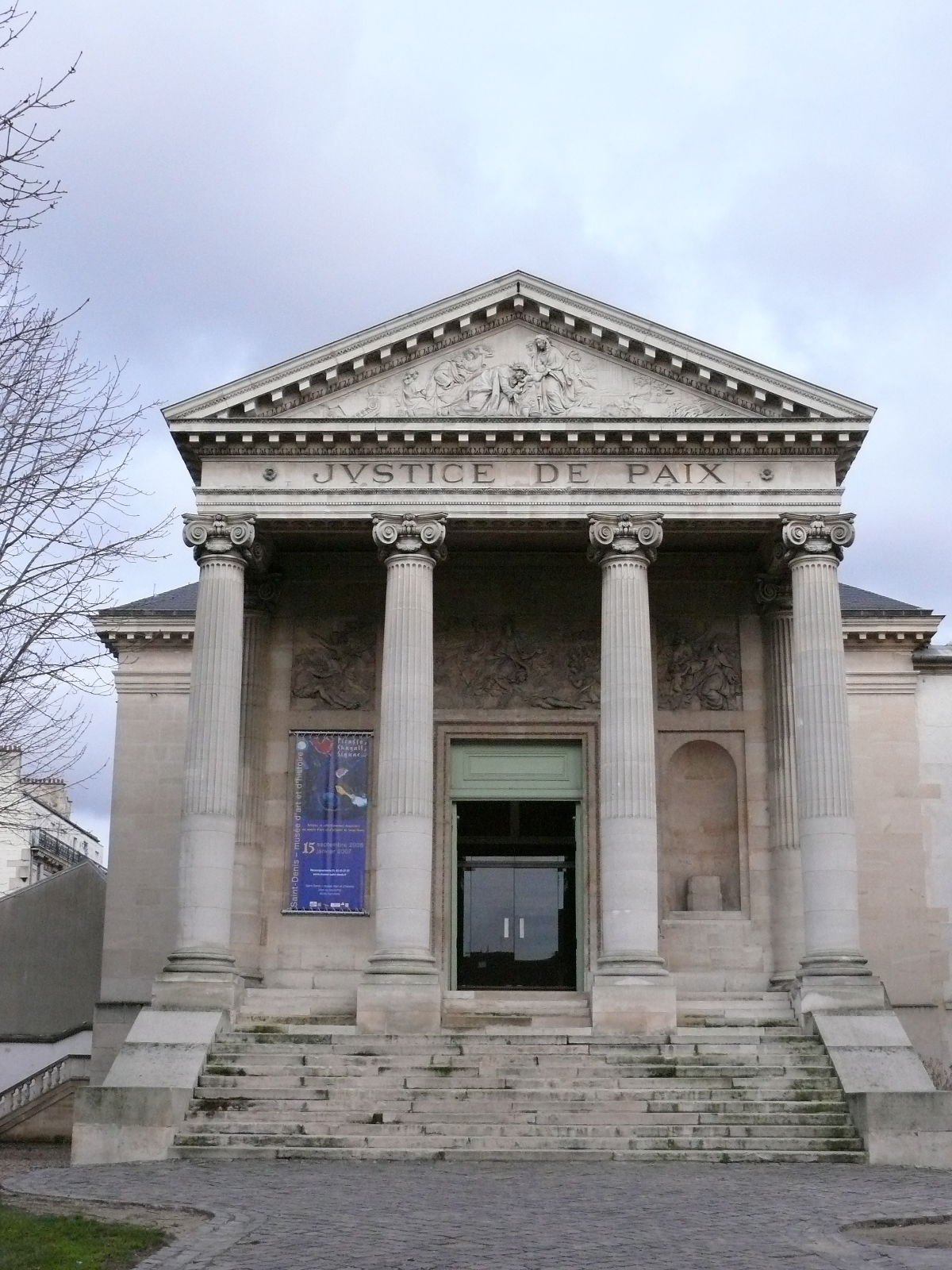
La capilla del Carmelo de Saint-Denis (Seine-Saint-Denis)

Tras la muerte de su patrón en febrero de 1766, Mique fue llamado a Francia el siguiente octubre, por sugerencia. del confesor polaco de María Leszczyńska, que tenía un clan polaco reunido en Versalles a su alrededor. Su carrera oficial en Francia se vio obstaculizada inicialmente por la influencia de Gabriel  y sus principales clientes fueron una serie de damas de la corte. Sin embargo, fue a Mique a quien la reina María Leszczyńska, encargó la construcción de un importante convento en Versalles, en unos terrenos ubicados en el límite del parque que anteriormente pertenecían al castillo de Clagny de madame de Montespan, y de los que once hectáreas fueron consignadas a la reina por su esposo, Luis XV. Inaugurado el propio rey, el convento de la Reina (ahora lycée Hoche) atrajo la atención sobre el arquitecto. A la muerte de la reina, su hija  madame Adelaida completó el proyecto.
Mique debió ganarse entonces la confianza del delfín y de la delfina ya que, tras la entronización del delfín como Luis XVI en 1774, fue nombradointendant et contrôleur général des bâtiments du Roi; sucediendo a Gabriel como premier architecte  de Luis XVI y director de la Académie royale d'architecture. Se convirtió así en el principal arquitecto de las obras del Palacio de Versalles a fines del siglo XVIII, supervisando los últimos trabajos realizados antes de la Revolución Francesa. Compró una señoría en Lorena, que completó su transformación a cortesano-arquitecto.

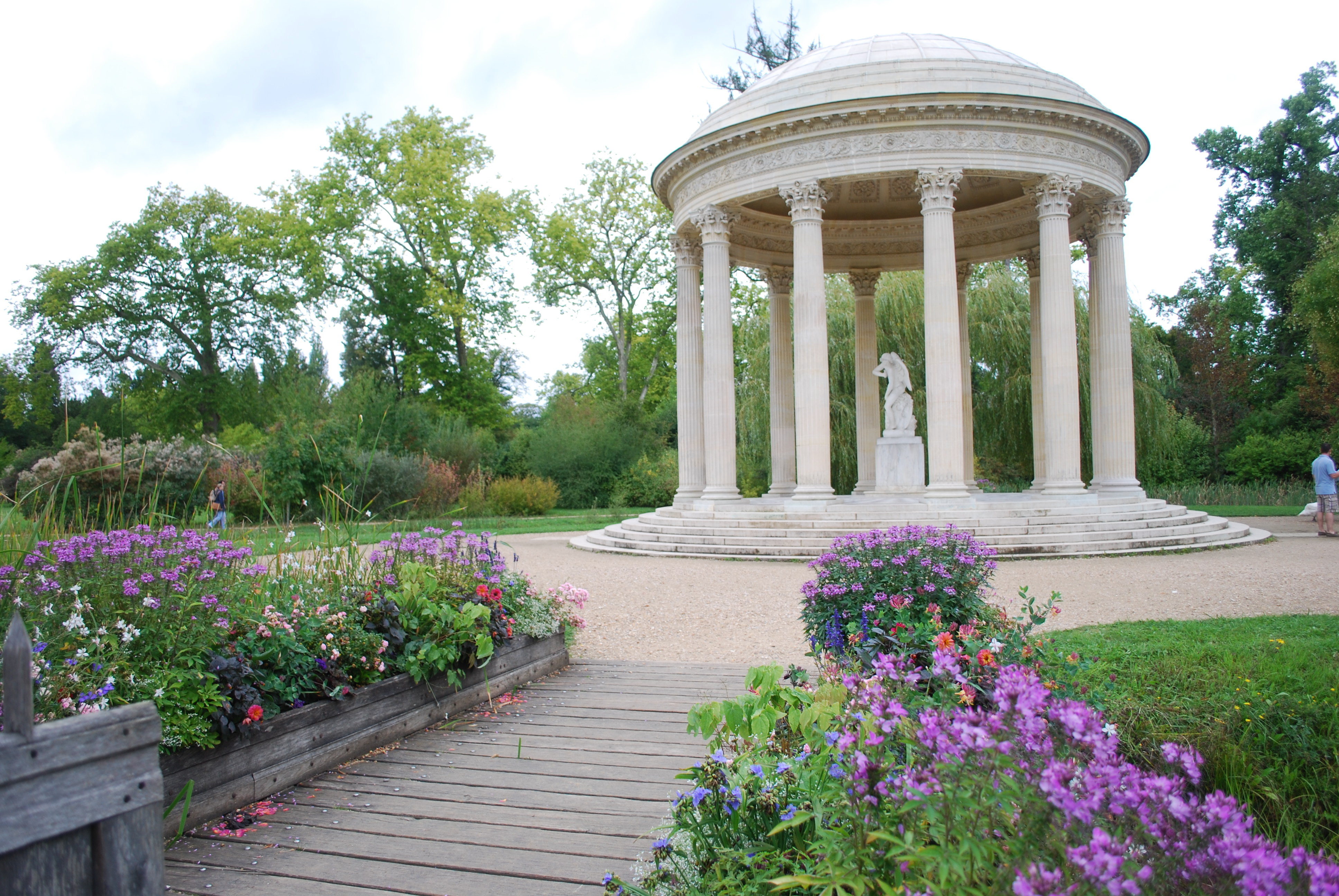
Templo del Amor en verano

Realizó el jardín de la reina en el Petit Trianon  de 1774 a 1785 en colaboración, se cree (aunque sin pruebas documentales) con el pintor Hubert Robert. El diseño —«uno de los primeros casos... del kitsch pre-victoriano» (Higonnet 2002)—, se basó en bocetos del conde de Caraman, un inspirado aficionado a la jardinería. Mique también fue responsable del  Hameau de la Reine, un simulado pueblo granja construido alrededor de un lago artificial en la esquina noreste de la finca.
Durante la Revolución, fue arrestado junto con su hijo como participantes en una conspiración para salvar la vida de María Antonieta, de la que había sido arquitecto favorito. Fue llevado ante un Tribunal revolucionario y, después de un juicio sumario el 7 de julio de 1794, ambos, padre e hijo, fueron condenados a muerte y guillotinados al día siguiente en la  plaza del Trône-Renversé (hoy plaza de la Nation) después enterrados en el cementerio de Picpus. Esto fue solo tres semanas antes de la caída de Robespierre y el final del Reino del Terror.
Pierre de Nolhac, el historiador del palacio de Versailles, en  Le Trianon de Marie-Antoinette (1914), encontró que Mique era «un artiste savant, habile, et digne de plus de gloire» [un artista sabio, hábil y digno de más gloria].
Una calle en la ciudad de Versalles conmemora su nombre.

## La Faïencerie

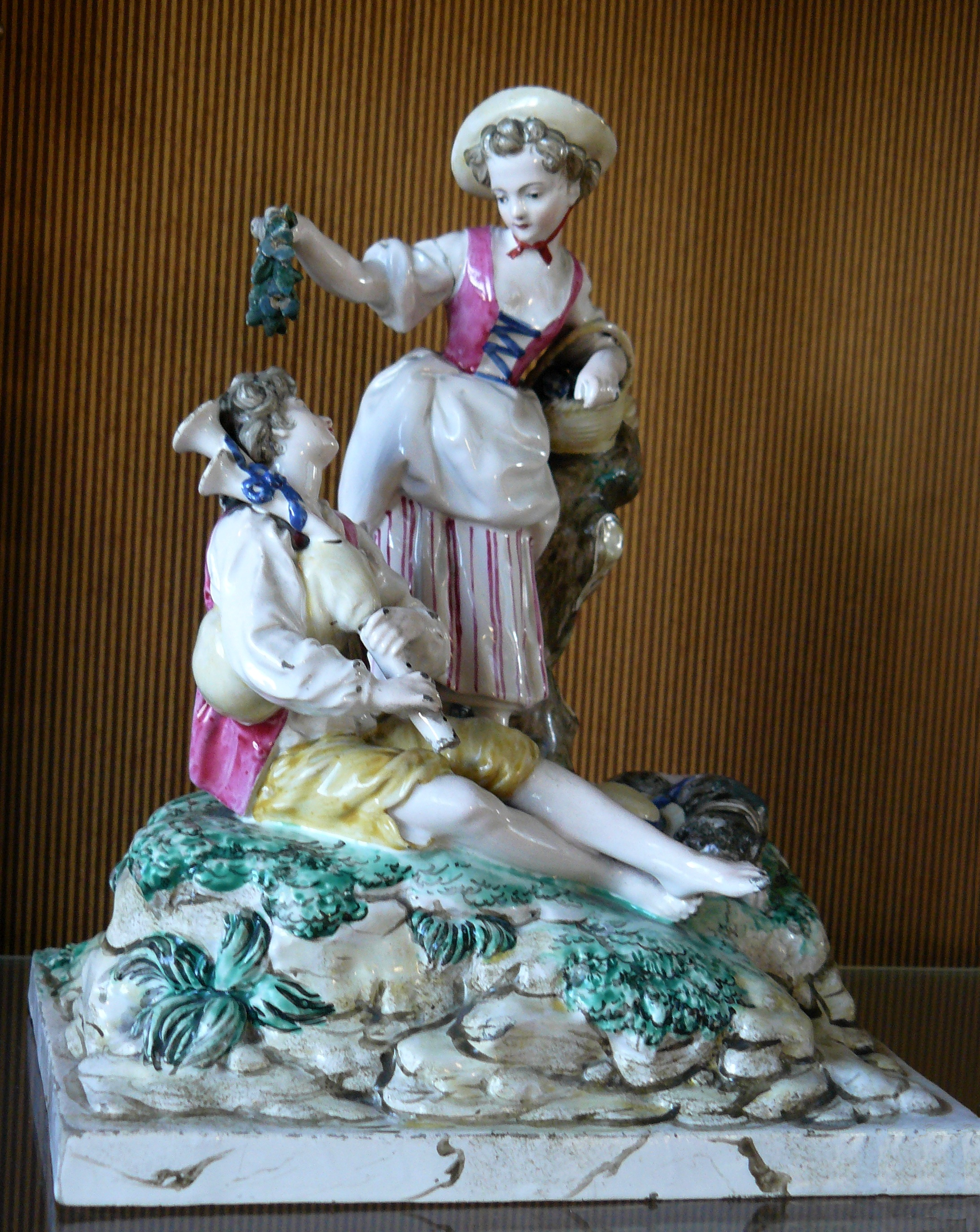
Mujer coronando a un músico, esmalte estannífero de tierra de Lorena, hacia 1770-1780, - Musée national de céramique

Paralelamente a su actividad de arquitecto, en 1763, participó en la fábrica de cerámica de Saint-Clément (cf. Faïencerie de Lunéville-Saint-Clément), que controlará efectivamente desde 1772.
Le Imprimió un estilo nuevo y más moderno que más tarde se llamará "Luis XVI", que incluirá en especial medallones de camafeos rodeados de guirnaldas con forma de huevo. Richard Mique también obtuvo el raro privilegio de decorar sus piezas con oro.

## Principales obras
- 1762: su primer diseño conocido, para un kiosko en los jardines de Lunéville.
- 1763-1764: dos puertas para la ciudad de Nancy: la Porte Sainte-Catherine (clasificada MH en 1925, PA00106315) y la Porte Stanislas (clasificada MH en 1925, PA00106318) ya muestran el gusto neoclásico..
- 1765: planos para la caserna  caserna Sainte-Catherine en  Nancy.
- 1767-1772: edificios para un convento de Ursulinas en la ciudad de Versailles para María Leszczyńska. El  Convento de la Reina se convirtió en escuela secundaria en 1806. La escuela secundaria (anteriormente propiedad del estado) se transfirió al consejo regiona y ahora alberga el Lycée Hoche. Los dos primeros planes de Mique fueron rechazados. El tercer diseño ejecutado es similar, a escala muy reducida, a la iglesia de Santa Genoveva de Jacques-Germain Soufflot en París. Está clasificado desde 1926 como monumento histórico (e inscrito en 1969).[10]
- 1775-1784: Todas las edificaciones, incluido el puente, que forman la pintoresca Aldea de la Reina en el jardín del Petit Trianon en Versalles. Mique lo llevó a cabo en su naturalista jardin anglo-chinois, probablemente diseñado en colaboración con el pintor Hubert Robert; En busca de inspiración, fue dirigido a visitar el parque anglo-chino en Ermenonville(Higonnet 2002: 29).
- 1775-1785: Basílica de la Iglesia de los Carmelitas de Saint-Denis, para la tía de Luis XVI, Madame Louise, que se había convertido en monja en el convento de Saint-Denis. Madame Louise dictó detalladamente los temas que quería para las decoraciones escultóricas. El edificio neoclásico, con un pórtico corintio adaptado de la Maison Carrée de Nîmes, fue consagrado el 28 de mayo de 1784.
- 1778-1781: edificaciones del Petit Trianon en el château de Versailles:
  - 1778-1779: el teatro privado de la reina María Antonieta;
  - 1778-1781: el Pavillon du Rocher o Belvédère octogonal[11] consagrado a las estaciones en los entonces recientes jardines informales (jardín inglés) del Petit Trianon;
  - 1778: el Temple de l'Amour (Templo del Amor)[12] en el jardín inglés del Petit Trianon[13] El Templo del Amor, visible desde el dormitorio de la Reina, fue el escenario de muchas fiesta (Higonnet 2002: 28)
- 1780: Hôtel de l'Intendance, Versalles;
- Años 1780: Château de Bellevue, modificaciones en el interior (demolido) y modificaciones en el parque, que requirieron 42,000 árboles nuevos y una ermita para Mesdames,  las hijas de Luis XV.
- 1782-1787: consolidación de una torre de la Catedral de Orleans;
- 1785: Modificaciones a petición de María Antonieta en el Château de Saint-Cloud, que había pertenecido al duque de Orléans (bombardeada por la artillería francesa el 13 de octubre de 1870 y arrasada en 1891);
- 1785: Boudoir para María Antonieta en el Petit Trianon.
- 1788: hospicio y capilla de Saint-Cloud (hoy solo subsiste la capilla) por orden de María Antonieta.
- 1784: Capilla del Carmelo de Saint-Denis (hoy Musée d'Art et d'Histoire)

También se le atribuyen otras reformas y modificaciones como: las iglesias de  Saint-Cloud y Fontainebleau,  así como una puerta de entrada a la ciudad de Nancy, la escuela forestal de Metz, etc.

Obras en Nancy
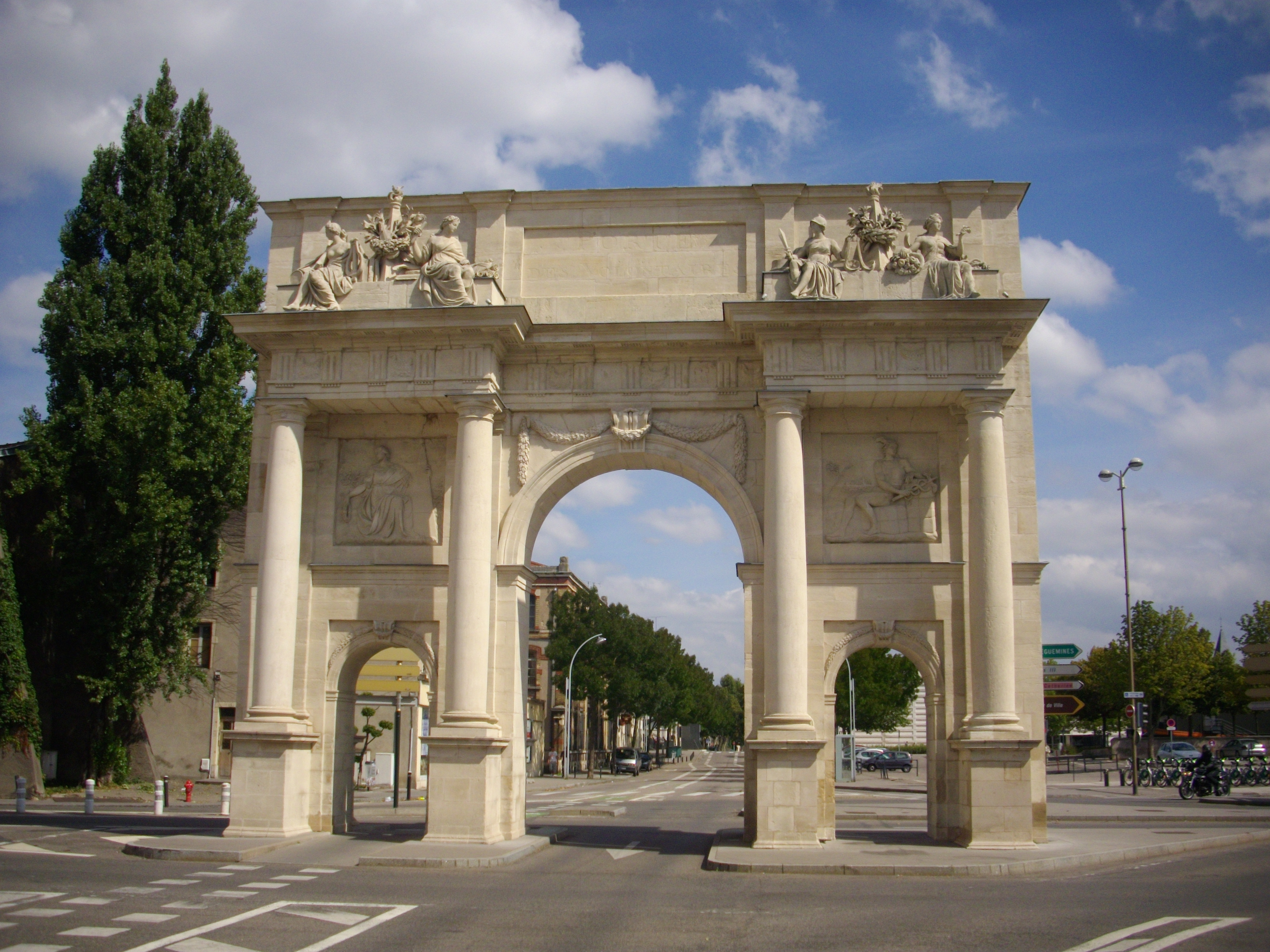
Porte Sainte-Catherine (1763-1764) en Nancy
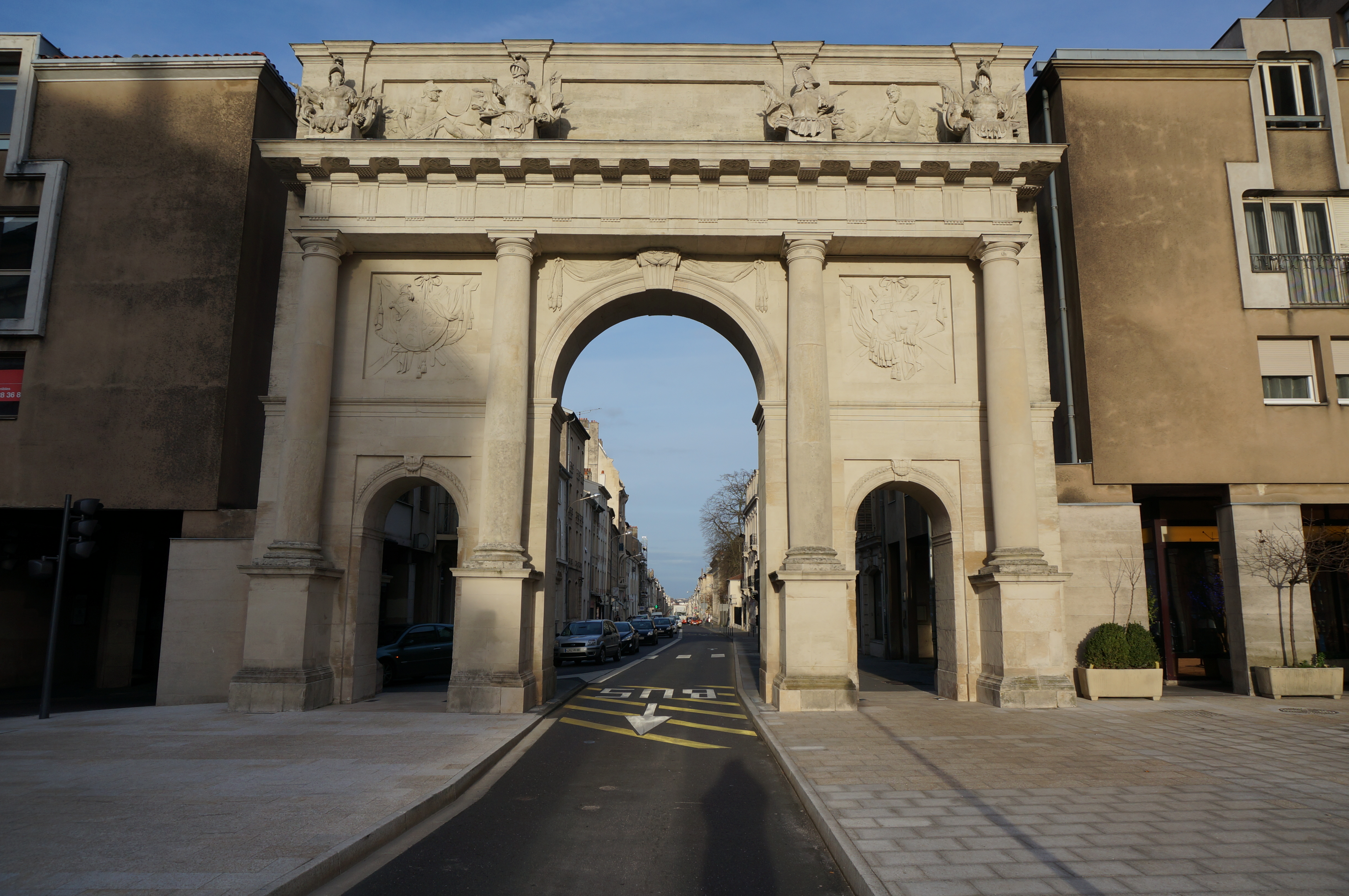
Porte Stanislas (1763-1764) en Nancy
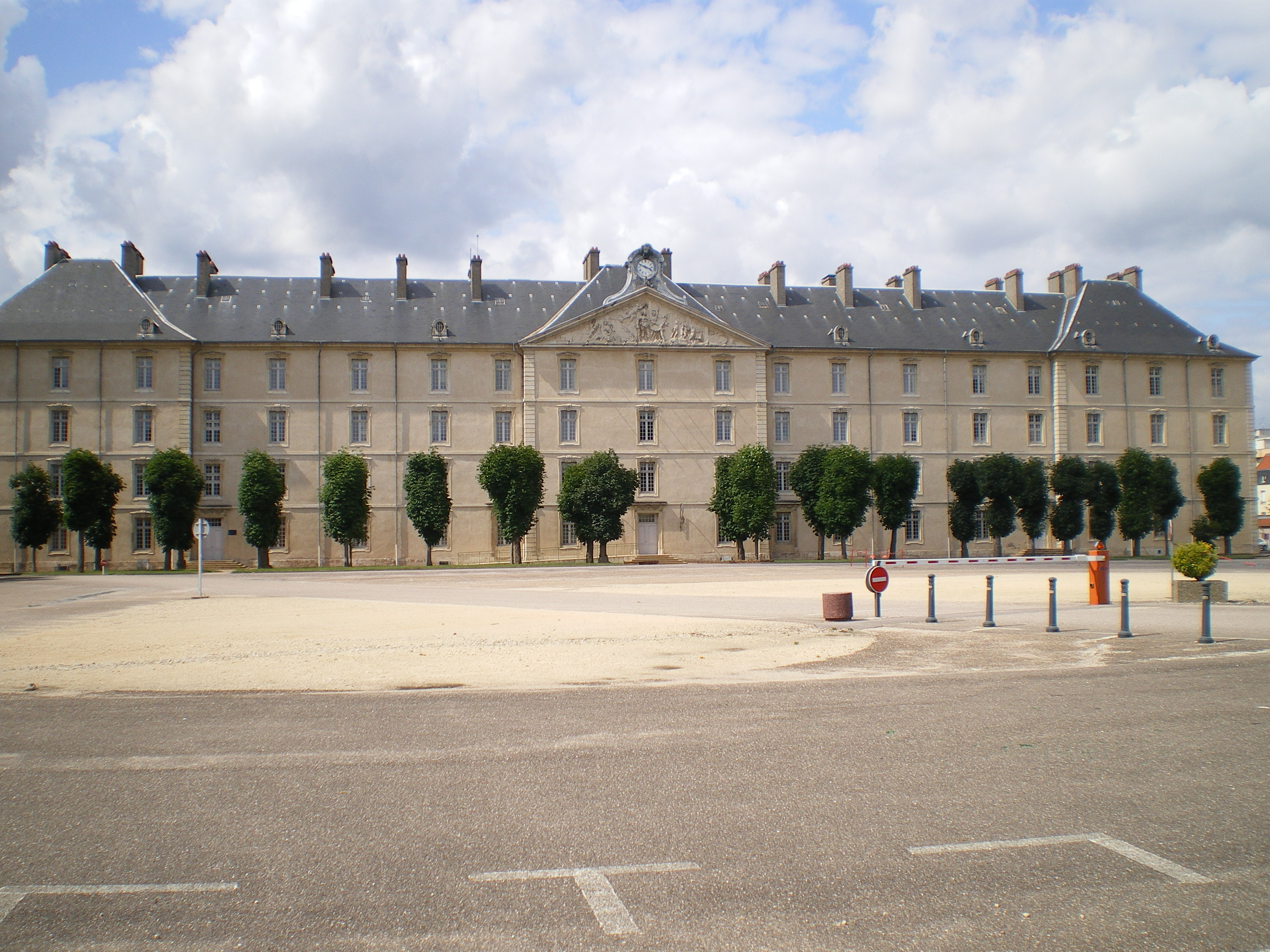
Caserna Thiry (1765)

Convento de la Reina
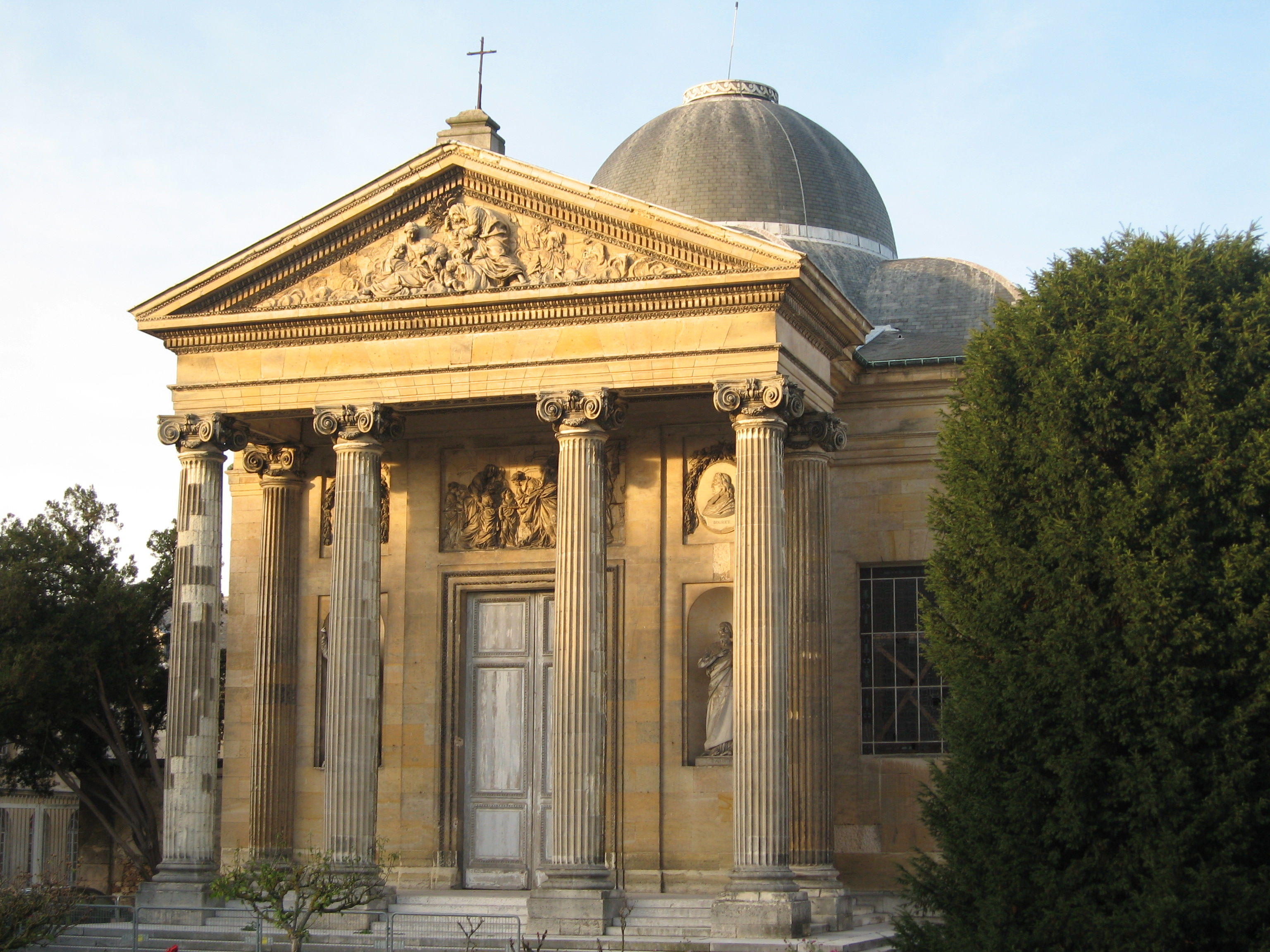
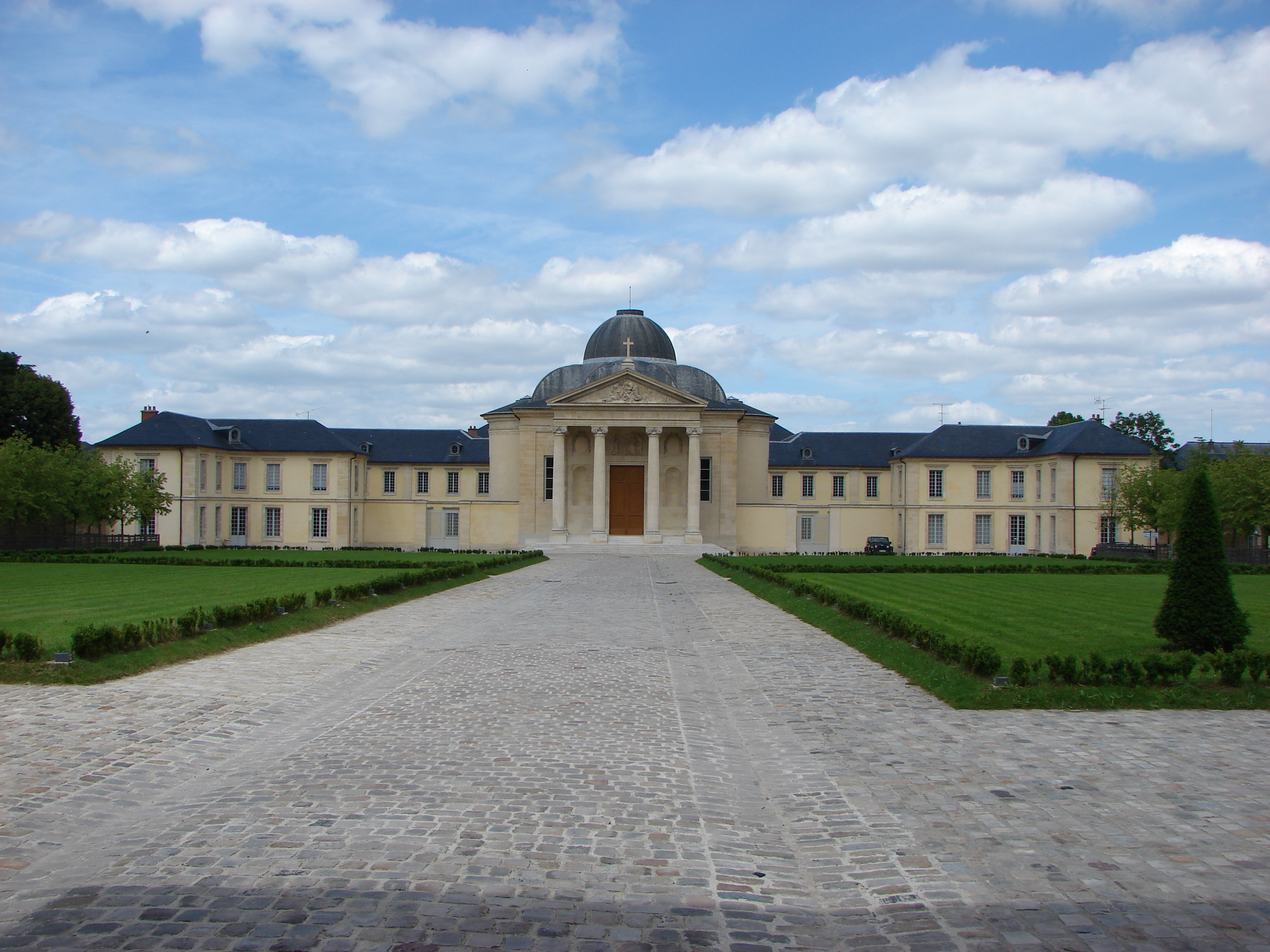
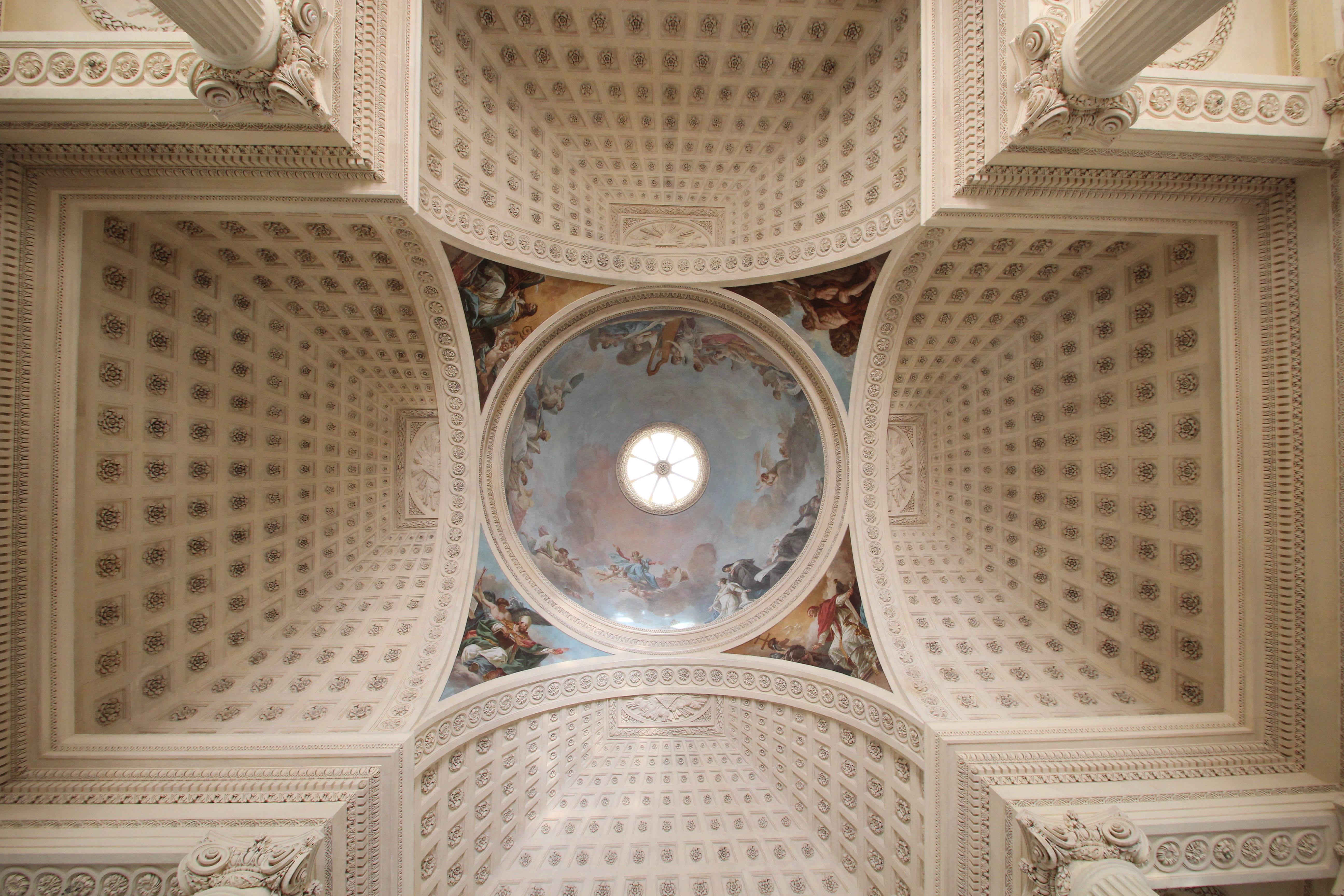
Interior de la cúpula de la capilla

Obras en el jardín del Petit Trianon de Versalles
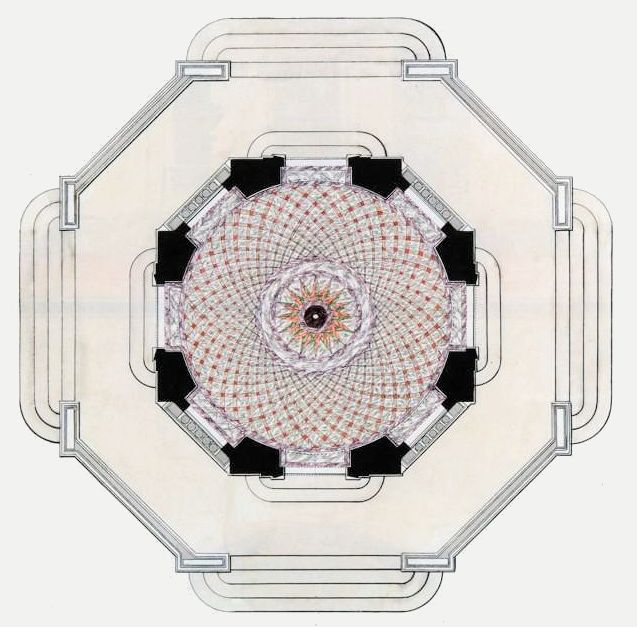
Planta del Belvedere
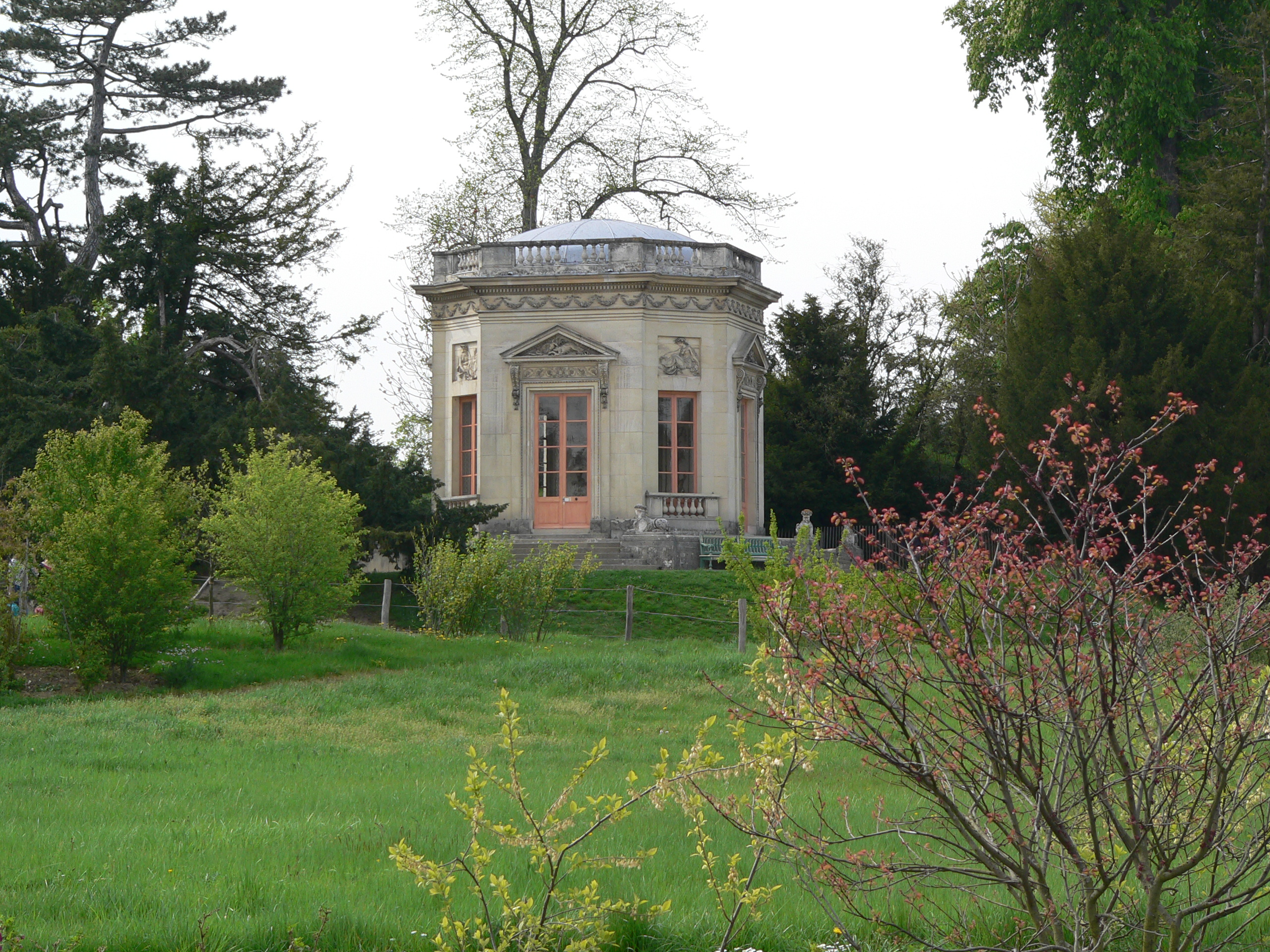
Belvedere
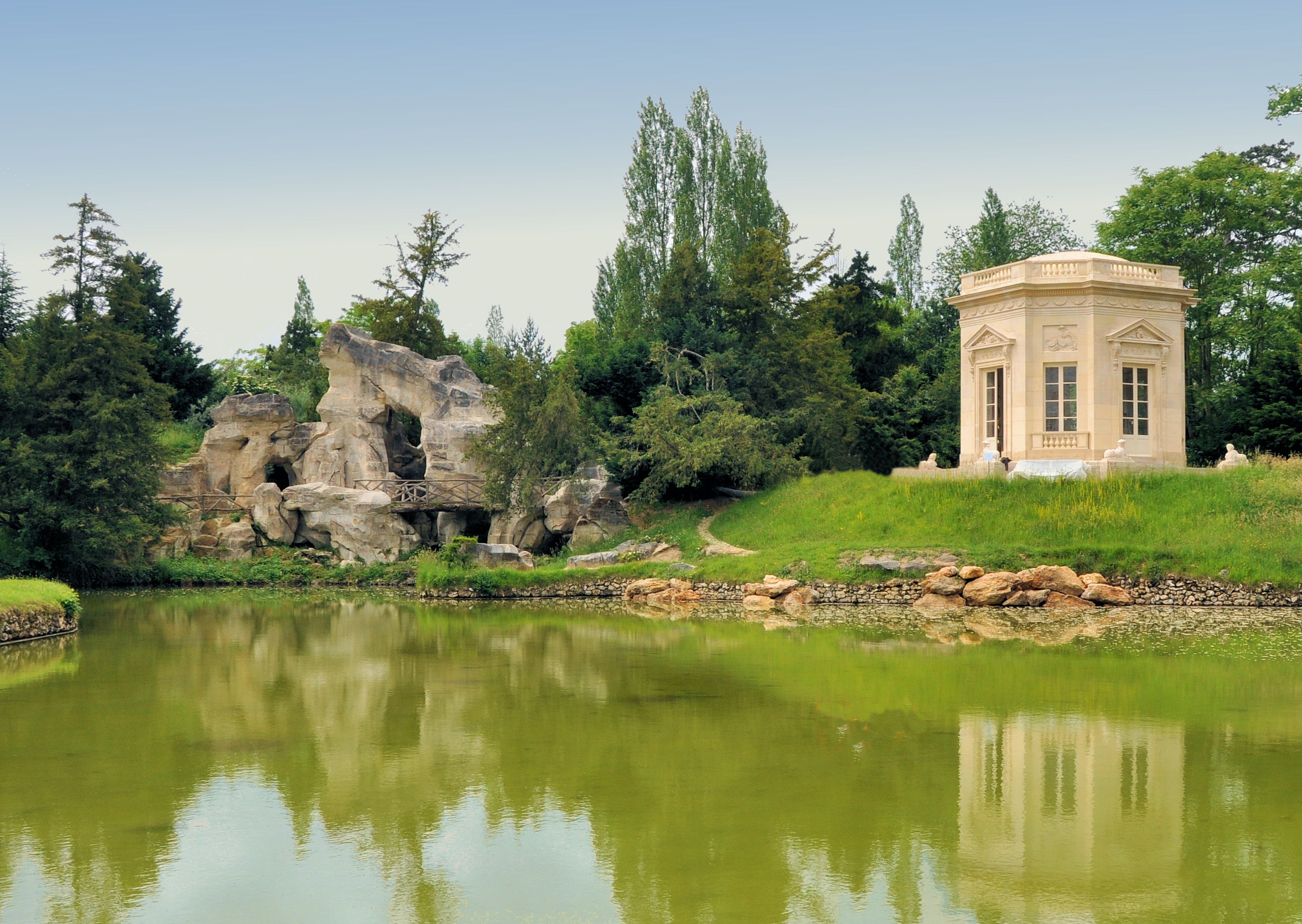
Belvedere  y Grand rocher
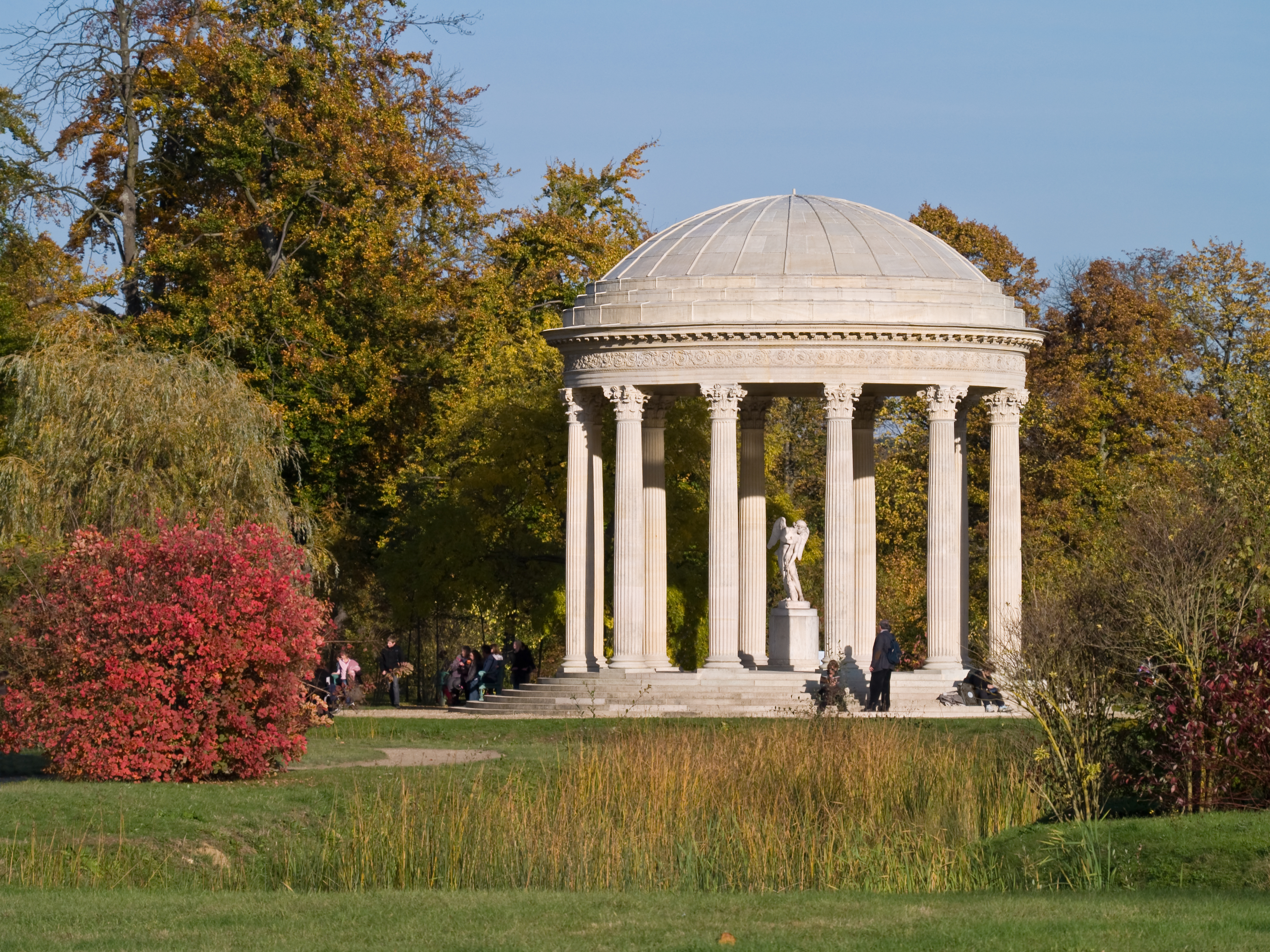
Templo del Amor
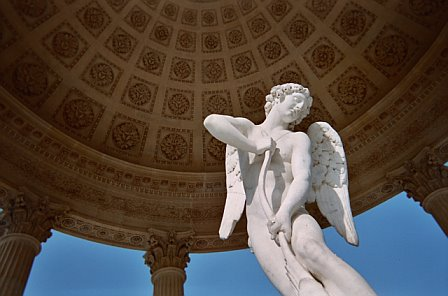
Detalle de la cúpula, Templo del Amor